# Miroslav Tejchman
Miroslav Tejchman (n. 4 aprilie 1938, Praga, Cehoslovacia) este un istoric ceh, specializat în istoria Balcanilor (în principal în istoria României).

## Biografie
A absolvit studii de istorie și limba cehă la Facultatea de Filosofie⁠(d) a Universității Caroline din Praga, după care a lucrat aproape toată viața profesională la Academia Cehoslovacă de Științe⁠(d) sau Academia Cehă de Științe⁠(d), mai întâi în cadrul Institutului de Istorie a Țărilor Socialiste Europene și, cel mai recent, în cadrul Institutului de Istorie⁠(d).
S-a specializat în istoria României. A făcut parte în calitate de specialist din delegația istoricilor cehoslovaci participanți la simpozionul româno-cehoslovac pe tema relațiilor istorice dintre cele două popoare, care a fost convocat la inițiativa profesorului Josef Macůrek (1901–1992) și a avut loc în decembrie 1967 la București. Tânărul istoric român Lucian Boia, care a prezentat acolo o comunicare cu privire la reflectarea raporturilor dintre români, cehi și slovaci în presa românească din Transilvania din ultimele două decenii ale secolului al XIX-lea, i-a cunoscut cu acel prilej pe tinerii istorici cehi Miroslav Tejchman și Zdeněk Kutina⁠(d) și a scris ulterior în memoriile sale că ambii vorbeau românește, „cel dintâi cam chinuit, al doilea aproape perfect”. Un an mai târziu, Boia a călătorit la Praga cu o bursă de studii de șase luni pentru a studia relațiile cehilor și slovacilor cu românii și a făcut parte, alături de Tejchman și de Kutina, din echipa lui Macůrek. În perioada bursei, a avut uneori ocazia să vorbească românește cu Macůrek și cu cei doi istorici tineri, precum și cu documentarista Libuše Valentová (devenită ulterior profesoară de limba română la Universitatea Carolină).
Tejchman este considerat un pionier al cercetărilor cehe cu privire la istoria României, în special pentru perioada celui de-al Doilea Război Mondial, și a fost preocupat, de asemenea, de istoria Iugoslaviei⁠(d) și a Balcanilor în ansamblu. Timp de câțiva ani, a fost redactor-șef al revistei Slovanský přehled⁠(d), iar în prima jumătate a anilor 1990 a predat ca lector extern la Facultatea de Filosofie a Universității Caroline, apoi timp de trei ani la Institutul pentru Bazele Educației (azi Facultatea de Științe Umaniste a Universității Caroline) și din anul 2004 la Facultatea de Științe Sociale a Universității Caroline⁠(d). Este președintele Comitetului Balcaniștilor Cehi, vicepreședinte al Comisiei mixte a istoricilor din Cehia și România și membru al altor organizații profesionale. Pe lângă lucrările proprii, pe care le-a publicat, a contribuit la o serie de lucrări sintetice despre istoria statelor balcanice și problematica Blocului răsăritean și a tradus mai multe lucrări străine.
A publicat lucrările Dějiny Rumunska („Istoria României”, 1997) și Nicolae Ceaușescu. Život a smrt jednoho diktátora („Nicolae Ceaușescu. Viața și moartea unui dictator”, 2004) și a tradus în limba cehă lucrarea Dějiny Rumunska („Istoria României”, 2000), coordonată de istoricul american Kurt W. Treptow, pe care a completat-o cu o „Schiță a relațiilor ceho-române”.
Are un frate, Jaroslav, care a predat fizica la Gimnaziul Budějovická⁠(d).

## Lucrări (selecție)

### Cărți
- Královský povel („Comandamentul Regal”), Magnet, Praga, 1970.
- Balkánské socialistické státy mezi dvěma válkami. II. díl, Jugoslávie – Rumunsko („Statele socialiste balcanice între cele două războaie. Partea a II-a: Iugoslavia – România”), Horizont, Praga, 1970, 263 p. – în colaborare cu Veselin Starčević⁠(d) și Zdeněk Kutina⁠(d)
- Balkánská politika Velké Británie na počátku druhé světové války (1939–1941) („Politica balcanică a Marii Britanii la începutul celui de-al Doilea Război Mondial (1939–1941)”), Academia, Praga, 1979, 67 p.
- Boj o Balkán. Balkánské státy v letech 1939–1941 („Lupta pentru Balcani. Statele balcanice în 1939–1941”), Academia, Praga, 1982, 249 p.
- Válka na Balkáně. Balkánské státy v letech 1941–1944 („Război în Balcani. Statele balcanice în 1941–1944”), Academia, Praga, 1986, 248 p.
- Balkánský fašismus („Fascismul balcanic”), Academia, Praga, 1989, 86 p.
- Říše zla Josefa Vissarionoviče Stalina (stručný výklad dějin stalinismu) („Imperiul Răului al lui Iosif Vissarionovici Stalin (scurtă explicație a istoriei stalinismului)”), H & H, Jinočany, Panorama dějin, Nové pohledy, nr. 4, 1992, 50 p.
- Zdvihnout pušku a jít bojovat : II. československý odboj („Ia-ți pușca și du-te la luptă: II. Rezistența cehoslovacă”), H & H, Praga, 1992, 57 p.
- Sovětizace východní Evropy: země střední a jihovýchodní Evropy v letech 1944–1948 („Sovietizarea Europei de Est: țările Europei Centrale și de Sud-Est în anii 1944–1948”), Historický ústav AV ČR (Institutul de Istorie al Academiei Cehe de Științe), Praga, 1995, 283 p. – în colaborare cu un colectiv
- Dějiny Jugoslávie (1918–1991) („Istoria Iugoslaviei (1918–1991)”), Karolinum, Praga, 1996, 91 p.
- Historické souvislosti rozpadu Jugoslávie („Contextul istoric al destrămării Iugoslaviei”), Historický ústav, Praga, 1996, 255 p. – în colaborare cu Pavel Hradečný și Miroslav Šesták
- Dějiny Rumunska („Istoria României”), Karolinum, Praga, 1997, 86 p.
- Československo-sovětské vztahy v diplomatických jednáních 1939–1945 („Relațiile cehoslovaco-sovietice în negocierile diplomatice din 1939–1945”), I (březen 1939 – červen 1943) – II (červenec 1943 – březen 1945), Státní ústřední archiv, Praga, 1998–1999, 627 p.+663 p. – în colaborare cu Jan Němeček, Ivan Šťovíček și Helena Nováčková
- Ve službách Třetí říše. Hitlerovy zahraniční jednotky („În slujba celui de-al Treilea Reich. Trupele străine ale lui Hitler”), Mladá fronta, Praga, 1999, 246 p.
- Východ. Vznik, vývoj a rozpad sovětského bloku 1944–1989 („Est. Apariția, dezvoltarea și prăbușirea blocului sovietic în perioada 1944–1989”), Libri, Praga, 2000, 860 p. – în colaborare cu Jiří Vykoukal⁠(d) și Bohuslav Litera⁠(d)
- Dějiny jihoslovanských zemí („Istoria țărilor slave de sud”), Nakladatelství Lidové noviny (NLN), Praga, 2001 – în colaborare cu Jan Pelikán⁠(d), Miroslav Šesták⁠(d), Ladislav Hladký⁠(d) și Lubomíra Havlíková⁠(d)
- Nicolae Ceaușescu. Život a smrt jednoho diktátora („Nicolae Ceaușescu. Viața și moartea unui dictator”), Nakladatelství Lidové noviny (NLN), Praga, 2004, 205 p.
- Balkán ve válce a v revoluci. 1939–1945 („Balcanii în război și revoluție. 1939–1945”), Karolinum, Praga, 2008, 768 p.
- Moskva a socialistické země na Balkáně 1964–1989. Vnější a vnitřní aspekty vývoje a rozpadu sovětského bloku na Balkáně („Moscova și țările socialiste din Balcani în perioada 1964–1989. Aspecte externe și interne ale dezvoltării și dezintegrarii blocului sovietic în Balcani”), Historický ústav (Institutul de Istorie), Praga, 2009, 186 p. – în colaborare cu Bohuslav Litera⁠(d)
- Balkán ve 20. století („Balcanii în secolul al XX-lea”), Univerzita Karlova, Karolinum, Praga, 2016, 437 p.
- Dějiny Srbska („Istoria Serbiei”), NLN, Praga, 2019, 679 p. – în colaborare cu Jan Pelikán, Lubomíra Havlíková, Tomáš Chrobák, Jan Rychlík și Ondřej Vojtěchovský

### Studii
- „Boj o demokratickou vládu v Rumunsku, 23 VIII. 1944 — kvetna 1945” („Lupta pentru un guvern democrat în România, 23 august 1944 — mai 1945”), în Slovanský přehled⁠(d), Praga, nr. 2, 1965, pp. 101–106. – în colaborare cu Zdeněk Kutina⁠(d)
- „Upevňování lidové demokracie v Rumunsku” („Consolidarea democrației populare în România”), în Slovanský přehled⁠(d), Praga, nr. 2, 1966, pp. 97–102.
- „Armata română în războiul antihitlerist, Editura politică, Buc., 1965, 560 p.”, în Československý časopis historický⁠(d), Praga, anul XV, 1966, nr. 2, p. 326.
- „Nicolae Titulescu (16.3.1882 – 17.3.1941)”, în Slovanský přehled⁠(d), Praga, nr. 3, 1966, pp. 185–196.
- „Titulescu a rumunská zahraniční politika 1933–1936” („Titulescu și politica externă a României”), în Československý časopis historický⁠(d), Praga, anul XIV, nr. 5, 1966, pp. 667–684.
- „Nové práce o dějinách rumunského narodního hospodárství” („Noi lucrări despre economia națională a României”), în Slovanský přehled⁠(d), Praga, nr. 5, 1966, p. 311.
- „Jugoslavsko-rumunský projekt splavnění Dunaje v oblasti Železních Vrat” („Proiectul iugoslavo-român pentru navigabilitatea Dunării în zona Porților de Fier”), în Slovanský přehled⁠(d), Praga, nr. 6, 1966, pp. 364–365.
- „Contribuția României la victoria asupra fascismului, Editura politică, Buc., 1965, 198 p.”, în Československý časopis historický⁠(d), Praga, anul XV, nr. 2, 1967, pp. 326–327.
- „Konec monarhie v Rumunsku” („Sfârșitul monarhiei în România”), în Slovanský přehled⁠(d), Praga, nr. 2, 1967, pp. 95–101.
- „Politika krále Carola v županu” („Politica regelui Carol în halat”), în Slovanský přehled⁠(d), Praga, nr. 3, 1967, pp. 185–192.
- „Dějiny komunismu v Rumunsku” („Istoria mișcării comuniste în România”), în Slovanský přehled⁠(d), Praga, nr. 5, 1967, pp. 305–307.
- „Rumunska zahraniční politika za druhé světové války 1942–1944” („Politica externă a României în timpul celui de-al Doilea Război Mondial”), în Československý časopis historický⁠(d), Praga, anul XVI, nr. 1, 1968, pp. 29–45.
- „Počátek diplomatických vztahů československo-rumunských” („Începutul relațiilor diplomatice cehoslovaco-române”), în Slovanský přehled⁠(d), Praga, anul LVII, nr. 4, 1971, pp. 273–280.
- „Rumunská armáda a osvobození Československa” („Armata Română și eliberarea Cehoslovaciei”), în Slovanský přehled⁠(d), Praga, anul LXXII, nr. 2, 1986, pp. 124–128.
- „Prezident dr. Edvard Beneš a zahraničně politické snahy rumunské opozice za druhé světové války” („Președintele dr. Edvard Beneš și eforturile politice externe ale opoziției române în timpul celui de-al Doilea Război Mondial”), în Slovanský přehled⁠(d), Praga, anul LXXXV, nr. 2, 1999, pp. 233–238.
- „Obnova československo-rumunských vztahů po druhé světové válce” („Restabilirea relațiilor cehoslovaco-române după cel de-al Doilea Război Mondial”), în Slovanský přehled⁠(d), Praga, anul LXXXVII, nr. 4, 2001, pp. 539–544.
- „Czechoslovakia, Romania and the Little Entente in 1938” („Cehoslovacia, România și Mica Înțelegere în 1938”), în: Oldřich Tůma⁠(d) – Jiří Jindra⁠(d) (ed.): Czechoslovakia and Romania in the Versailles System, Ústav pro soudobé dějiny AV ČR, Praga, 2006, pp. 173–177.

### Traduceri
- Kurt W. Treptow (ed.), Ioan Bolovan ș.a., Dějiny Rumunska („Istoria României”), Nakladatelství Lidové noviny (NLN), Praga, 2000, 543 p. – tradus, completat și editat de Miroslav Tejchman, conține studiul „Nástin česko-rumunských vztahů” („O schiță a relațiilor ceho-române”) scris de Tejchman